# Burdimo
Burdimo (em cirílico: Бурдимо) é uma vila da Sérvia localizada no município de Svrljig, pertencente ao distrito de Nišava, na região de Svrljig, Golak. A sua população era de 293 habitantes segundo o censo de 2011.

## Demografia
| 1948 | 1953 | 1961 | 1971 | 1981 | 1991 | 2002 | 2011 |
| ---- | ---- | ---- | ---- | ---- | ---- | ---- | ---- |
| 1357 | 1348 | 1260 | 1010 | 809  | 601  | 406  | 293  |